# جيكي (سائق سباقات)
جيكي (بالإيطالية: Geki) مواليد 23 أكتوبر 1937، كان سائق فورملا 1 إيطالي سابق كان قد بدأ مسيرته الاحترافية سنة 1964. كان أول سباق له هو جائزة إيطاليا الكبرى 1964. خاض خلال مسيرته 3 سباقات. قتل في حادث مروع في سباق فومولا 3 الإيطالي سنة 1967.

## سباقات شارك فيها
- بطولة العالم للسيارات الرياضية